# Josyane
 (septembre 2009).
Si vous disposez d'ouvrages ou d'articles de référence ou si vous connaissez des sites web de qualité traitant du thème abordé ici, merci de compléter l'article en donnant les références utiles à sa vérifiabilité et en les liant à la section « Notes et références ».
Marcelle Joséphine Renée Marguerite Leroux dite Josyane André ou Josyane, née le 24 décembre 1901 à Granville (Manche) et morte le 17 juillet 1999 à Boulogne-Billancourt, est une actrice française.

## Filmographie
- 1924 : L'Aube de sang de Joseph Guarino : Jeanne
- 1924 : Le Mariage de Rosine de Pierre Colombier : Rosine
- 1925 : La Course du flambeau de Luitz Morat : Marie-Jeanne
- 1925 : Le Fantôme vivant de Joseph Guarino
- 1928 : Il carnevale di Venezia de Mario Almirante : Germaine Normand
- 1928 : Morgane la sirène de Léonce Perret : Annette Le Foulon
- 1929: Le Secret du cargo / L'Énigme du cargo de Maurice Mariaud
- 1929 : L'Appel du large / En marge de Jean Bertin : Lily
- 1930 : Chacun sa chance / La Chute dans le bonheur de Hans Steinhoff et René Pujol
- 1931 : On opère sans douleur, court-métrage de Jean Tarride
- 1931 : Le Costaud des PTT / Le Roi des facteurs de Jean Bertin et Rudolph Maté : Gaby Floupette
- 1932 : À nous, tout le bonheur ! / L'Œuf d'éléphant, court-métrage de René Bussy : Josette
- 1932 : Les As du turf  / Canari de Serge de Poligny : Ginette
- 1932 : Coiffeur pour dames de René Guissart : Denise
- 1937 : Gardons notre sourire / Ersatz et Kommandantur de Gaston Schoukens